# Bicicoruña
Bicicoruña es el sistema público de bicicletas compartidos del municipio de La Coruña, Galicia. Es gestionada por la empresa pública EMVSA (Empresa Municipal Vivienda, Servicios y Actividades, S.A.), fue inaugurada el 15 de julio de 2009 y fue renovada el 12 de julio de 2022, a raíz de las críticas al servicio y la red de bicicletas de la ciudad. Cuenta con 606 bicicletas, las cuales 294 son eléctricas y cuenta con 49 estaciones (o bases). A día 3 de agosto de 2025 contaba con más de 14 000 usuarios activos.

## Estaciones y bicicletas
Las bases para anclar y desanclar las bicicletas fueron actualizadas en 2022 para ofrecer un servicio más cómodo y accesible. Para utilizar el servicio se precisa utilizar la aplicación PBSC y tener una cuenta ofrecida por el Ayuntamiento de La Coruña. Las bicicletas y bases inteligentes son ofrecidas por Lyft Urban Solutions. Varias estaciones y aparcabicis son estratégicamente colocadas para su uso intermodal, como en la Estación de autobuses de La Coruña o en Plaza de Pontevedra, donde convergen la mayoría de líneas de autobuses urbanos de la ciudad.

## Tarifas
| Tipo de suscripción | Precio de alta | Tiempo de uso por sesión | Bicicleta mecánica | Bicicleta eléctrica |
| ------------------- | -------------- | ------------------------ | ------------------ | ------------------- |
| Anual               | 40€/12 meses   | De 0 a 20 minutos        | 0€                 | 0€                  |
| Anual               | 40€/12 meses   | De 20 a 60 minutos       | 0€                 | 0,01€/minuto        |
| Anual               | 40€/12 meses   | Más de 60 minutos        | 5€/hora o fracción | 5€/hora o fracción  |
| Ocasional           | 10€/1 mes      | De 0 a 120 minutos       | 0,015€/minuto      | 0,03€/minuto        |
| Ocasional           | 10€/1 mes      | Más de 120 minutos       | 5€/hora o fracción | 5€/hora o fracción  |